# تحليل كسري جزئي
في الرياضيات، التفكيك الكسري الجزئي (بالإنجليزية: partial fraction decomposition)‏ أو الكسور الجزئية هي طريقة تسمح بإعادة كتابة دالة كسرية على الشكل:
{\displaystyle {\frac {f(x)}{g(x)}}}
إلى شكل
{\displaystyle \sum {\frac {a_{n}}{h_{n}(x)}}}
حيث {\displaystyle f(x)} و {\displaystyle g(x)} متعددتا حدود و{\displaystyle a_{n}} معاملات يتم تحديدها. وتختلف طريقة الحل بناء على درجة دالتي البسط والمقام.

## درجة البسط أقل من درجة المقام
مثال لهذه الحالة:

{\displaystyle {\frac {2}{(3x+1)(x^{2}+2)}}}
نقوم بتحليل المقام إلى دوال بسيطة، ونفرض دوال للبسط بحيث يكون درجة دالة البسط أقل من درجة المقام ويكون الحل هكذا:
{\displaystyle {\frac {2}{(3x+1)(x^{2}+2)}}={\frac {A}{(3x+1)}}+{\frac {Bx+C}{(x^{2}+2)}}}
ثم نقوم بتوحيد المقام، وبما أن المقامين متساويان فإن البسطين يكونان متساويان:
{\displaystyle 2=A(x^{2}+2)+(Bx+C)(3x+1)}
ونضع قيم مختلفة للمتغير x ونحل المعادلة ونستخرج قيم A,B,C.

## درجة البسط أكبر من درجة المقام أو تساويها
ومثال لهذه الحالة:
{\displaystyle {\frac {2x^{2}-9x-44}{2x^{2}-7x-15}}}
نقوم باستخدام القسمة المطولة
```

  

    

      

        
I

        
=

        
1

        
+

        

          

            

              
−

              
2

              
x

              
−

              
29

            

            

              
2

              

                
x

                

                  
2

                

              

              
−

              
7

              
x

              
−

              
15

            

          

        

      

    

    
{\displaystyle I=1+{\frac {-2x-29}{2x^{2}-7x-15}}}

  

```

وهكذا تكون في النهاية
```

  

    

      

        
I

        
=

        
1

        
+

        

          

            

              
−

              
2

              
x

              
−

              
29

            

            

              
2

              

                
x

                

                  
2

                

              

              
−

              
7

              
x

              
−

              
15

            

          

        

        
=

        
1

        
+

        

          

            

              
A

              
x

              
+

              
C

            

            

              
2

              

                
x

                

                  
2

                

              

              
−

              
7

              
x

              
−

              
15

            

          

        

      

    

    
{\displaystyle I=1+{\frac {-2x-29}{2x^{2}-7x-15}}=1+{\frac {Ax+C}{2x^{2}-7x-15}}}

  

```

ثم نساوي {\displaystyle -2x-29=Ax+C}
ونضع قيما مختلفة للمتغير x و نحسب قيم A,C .

## تطبيق الكسور الجزئية في التكامل
لتطبيق الكسور الجزئية في حساب التكامل الرمزي، من خلال:
{\displaystyle Q(x)=(x-\alpha _{1})(x-\alpha _{2})\cdots (x-\alpha _{n})} ,{\displaystyle P(x)}
{\displaystyle {\frac {P(x)}{Q(x)}}={\frac {c_{1}}{x-\alpha _{1}}}+{\frac {c_{2}}{x-\alpha _{2}}}+\cdots +{\frac {c_{n}}{x-\alpha _{n}}}}
مثال على ذلك:
{\displaystyle \int {\frac {x^{4}+x^{3}+x^{2}+1}{x^{2}+x-2}}\,dx}
{\displaystyle \int x^{2}+3+{\frac {-3x+7}{(x+2)(x-1)}}\,dx}
{\displaystyle \int x^{2}+3+{\frac {-3x+7}{(x+2)(x-1)}}\,dx=\int x^{2}+3+{\frac {A}{(x+2)}}+{\frac {B}{(x-1)}}\,dx}
{\displaystyle A(x-1)+B(x+2)=-3x+7}.
{\displaystyle A={\frac {-13}{3}}\ ,B={\frac {4}{3}}}
{\displaystyle \int x^{2}+3+{\frac {-13/3}{(x+2)}}+{\frac {4/3}{(x-1)}}\,dx={\frac {x^{3}}{3}}\ +3x-{\frac {13}{3}}\ln(|x+2|)+{\frac {4}{3}}\ln(|x-1|)+C}